# Bremen Mahndorf
Bremen Mahndorf – przystanek kolejowy w Bremie, w Niemczech. Znajdują się tu 2 perony.